# Тшемешнянка
Тшемешнянка (пол. Trzemeśnianka) — гірська річка в Польщі, у Мисленицькому повіті Малопольського воєводства. Права притока Раби, (басейн Балтійського моря).

## Опис
Довжина річки 7 км, площа басейну водозбору 29,1  км². Формується притоками, безіменними струмками та частково каналізована.

## Розташування
Бере початок у селі Поремба на висоті 412,0 м (гміна Мисьленіце). Спочатку тече переважно на північний схід через Лесьнічивку, Тшемесню і повертає на північний захід. Далі тече через Ленкі, Бановіце і впадає у озеро Добчицьке (річка Раба).
Головна притока: Каміничанка (права).